# Stunt

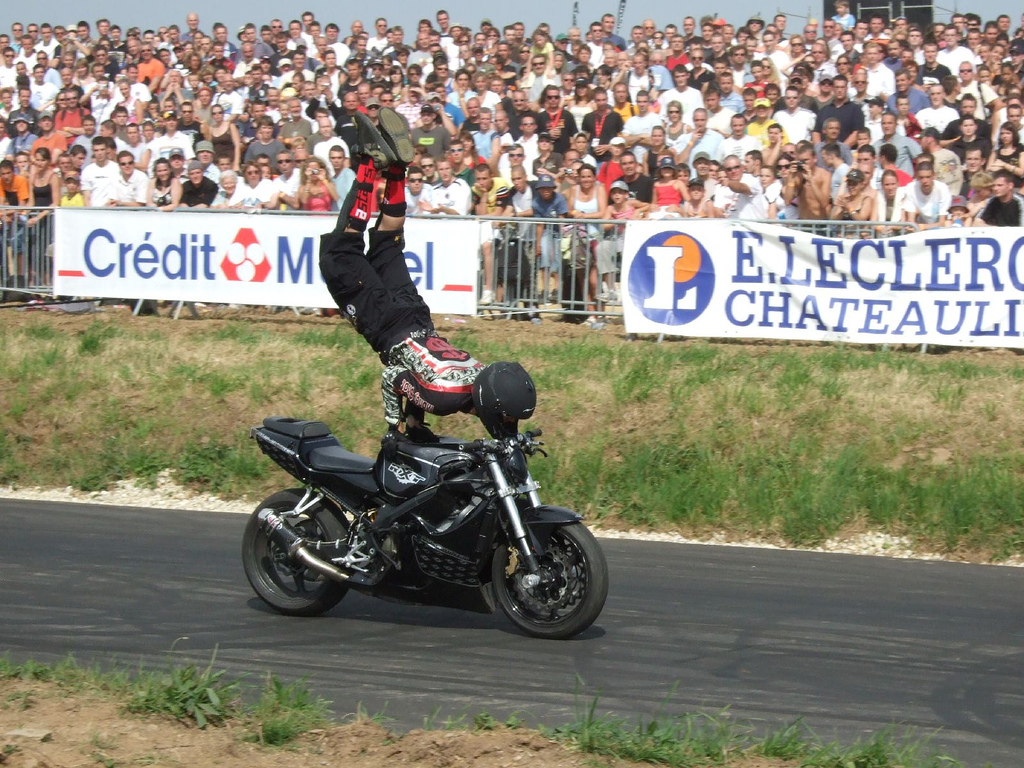
Freestyle & Stunt Show 2007 - Landrévarzec (moto : Honda CBR 600FS)

Le stunt (terme anglais signifiant « cascade ») est une discipline dont le but est d'enchaîner des figures de voltige (tricks) sur la roue arrière ou la roue avant, principalement à moto.

## Développement de la discipline

### Naissance aux États-Unis

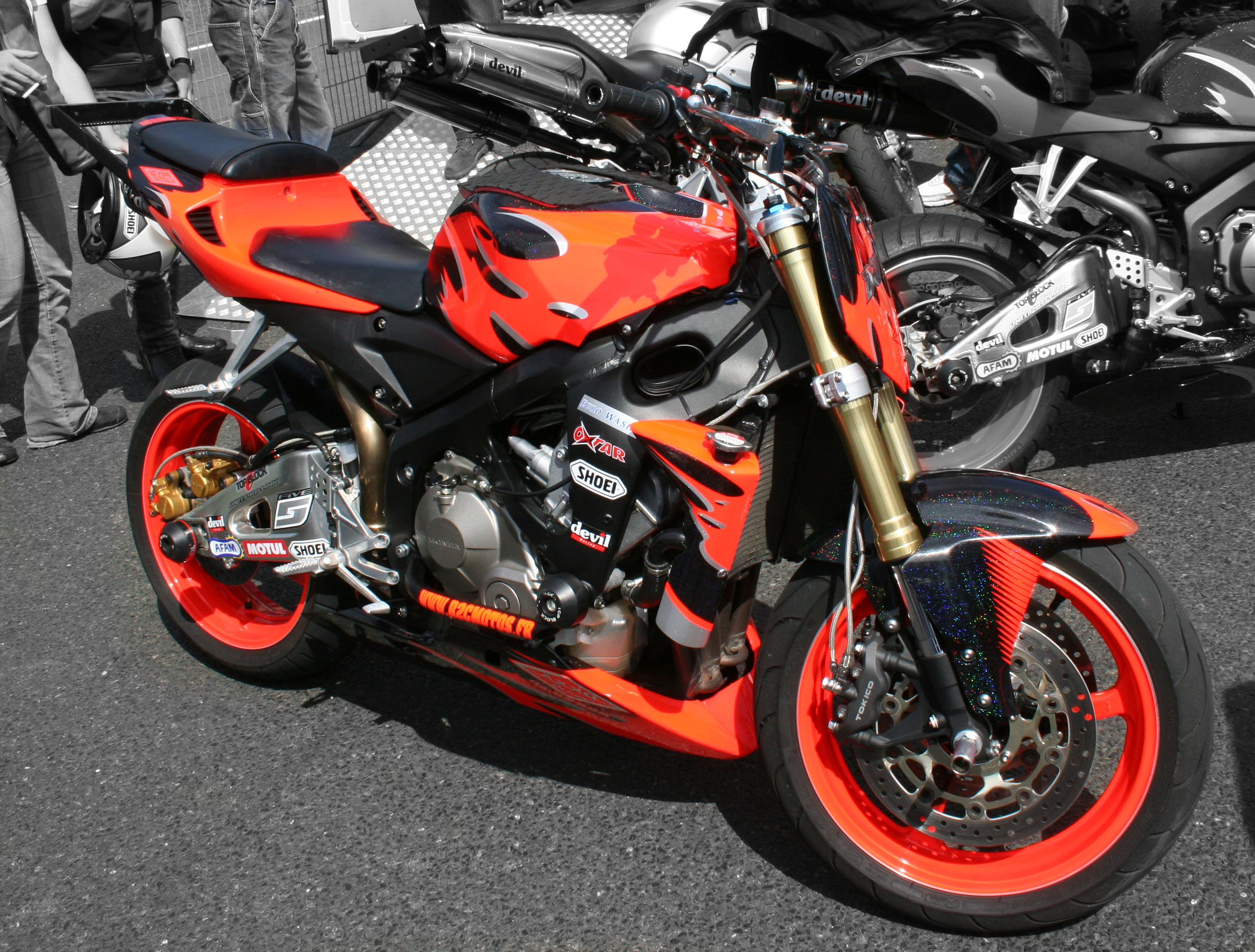
Un exemple de Stunt Bike professionnel, sur base de Honda CBR600RR.

Ce type d'épreuves est apparu dans les années 1980 en Europe et bien avant les États-Unis. C'est le Finlandais Arto Niqvist qui a réalisé la toute première exhibition en France, au guidon de sa Kawasaki Z1300 lors d'un festival de Dragsters sur le circuit du Mans. Techniquement, les motos de cette époque ont un rapport poids/puissance permettant la pratique de figures telles que le wheeling, qui consiste à faire une roue arrière. L'amélioration technique autorisera progressivement la pratique d'autres figures spectaculaires.
En 1980 toujours, le cascadeur français Patrick Bourny réalise une prestation de roue arrière pour l’émission Incroyable mais vrai ! et établi le premier record du monde de vitesse à moto sur la roue arrière à 112 km/h. Richard Almet, devient le premier pilote Français professionnel de cette discipline qu'il popularise  le 22 avril 1982 avec le tout premier spectacle de stunt organisé sur le circuit Carole par Alain Brochery. Il crée la plupart des figures acrobatiques, seul ou à plusieurs et sera le détenteur du premier record de vitesse sur roue arrière à plus de 200 km/h en 1985 à 205 km/h puis en 1986 à 221 km/h. Il sera détrôné quelque temps plus tard par Laurent Aubujeau, premier français à dépasser les 250 km/h en roue arrière.

### Aujourd'hui en France
Toujours non reconnu comme un sport en France bien qu'il existe des championnats aux États-Unis, le stunt est plutôt présenté en spectacles où des pilotes chevronnés font des shows lors de salons auto ou moto ou de rassemblements. Si aujourd’hui le stunt se détourne des records pour privilégier la multiplication des figures, la notion de performance reste importante. 
Les pratiquants se retrouvent sur des aires industrielles désaffectées ou des parkings pour s'adonner à leur passion. Le manque de moyens et la faiblesse de l’encadrement est encore à déplorer en France en ce qui concerne une pratique qui reste tout de même relativement dangereuse. De plus, cette pratique est interdite sur la voie publique. Les États-Unis, en avance tant au niveau des pratiquants qu’au niveau de l’encadrement, sont l'un des premiers pays à s'être doté d'une fédération. À la suite de cela, des pistes adaptées furent créées, et l'opinion publique commence à reconnaitre le caractère sportif et spectaculaire du stunt.
Aujourd'hui de nombreuses équipes se mettent en place de façon spontanée, organisant des entraînements dans les grandes villes et éventuellement des spectacles. Depuis quelques années déjà les « stunteurs » touchent les médias internationaux par le biais d’émissions télévisées (sur la chaîne AB Moteurs par exemple), de la distribution de DVD dans le monde entier et de sites web.

## Freeride ou stunt sur routes ouvertes
Certains stunters pratiquent sur route ouverte (freeride), parfois en grand nombre et parfois devant un public. Cette pratique fut la naissance du stunt mondial, les riders n'ayant pas les équipements actuels pour leur moto (grandes couronnes, pare-carters, etc.), ils ne pouvaient pas rouler à faible allure, il leur fallait donc de grands espaces, les pistes dédiées étant rares et les parkings trop petits.
Cette pratique fait souvent preuve de différences d'opinions, d'un côté les stunters sur parking, de l'autre ceux sur route. Néanmoins (et hormis quelques éternels insatisfaits), les riders, qu'ils pratiquent sur parking ou sur route, restent une grande famille solidaire.

## L'équipement: la moto

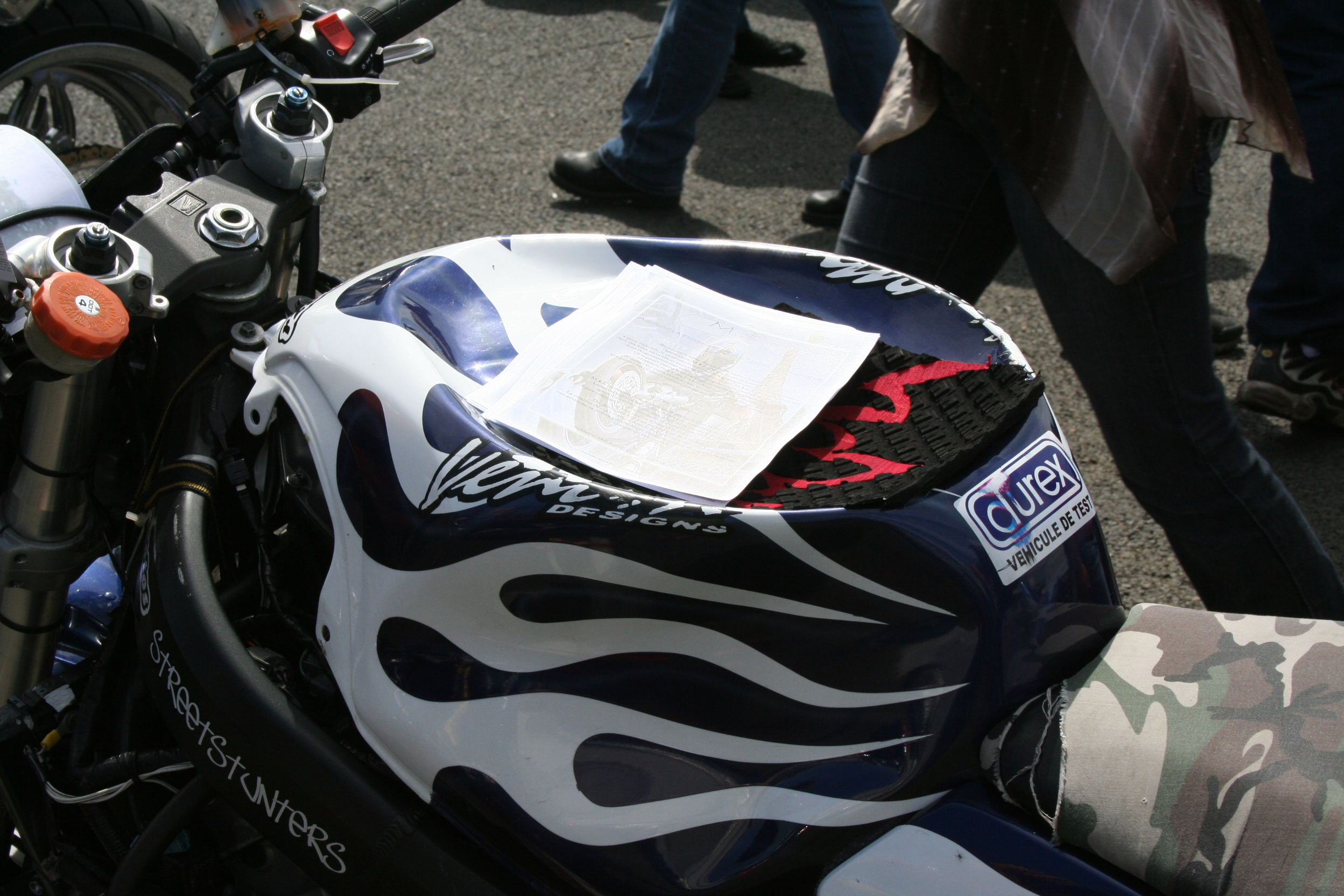
Un réservoir aplati

La moto du « stunteur » est généralement une puissante sportive (Honda CBR600FS, Kawasaki ZX-6R) préparée afin de l'alléger et de lui octroyer le maximum de couple, mais le stunt peut être pratiqué avec une moto simplement débridée. Elle est équipée afin de protéger les parties les plus exposées en cas de chute. Cet équipement est, le plus souvent, désigné par des termes anglais :
- Carénages enlevés (Street) ou seulement les carénages latéraux (Street Ricain) : afin de ne pas abîmer tous les carénages ou pour la beauté de la moto.
- Guidon « street » ou guidon bracelet : le guidon d'origine est remplacé par un guidon plat et large ou des bracelets droits ; une commande de frein arrière peut être placée au guidon pour faciliter les manœuvres.Couronne agrandie, transmission plus courte

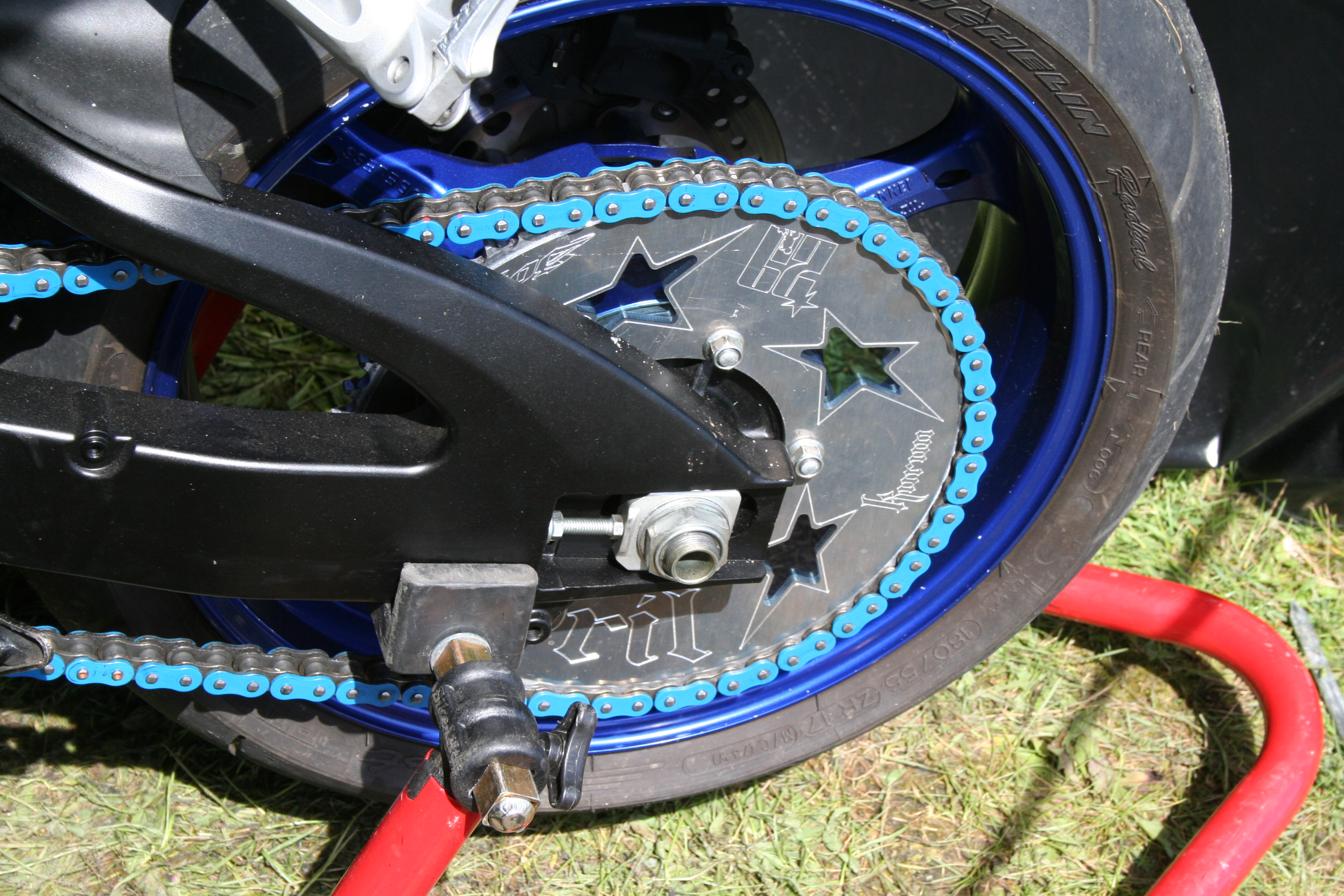
Couronne agrandie, transmission plus courte

- Transmission raccourcie : principalement par modification du rapport pignon/couronne afin de privilégier le couple et la levée plus facile de la roue avant. Les couronnes peuvent parfois être de diamètre assez spectaculaire (plus du double du modèle d'origine) se rapprochant de celui de la roue arrière.
- Barre de curling : généralement en acier, elle est directement soudée sur le cadre à l'arrière de la moto de façon à pouvoir poser la moto et faire des figures lorsque celle-ci est à la verticale.
- HB ou Hand brake : double commande de frein au guidon pour pouvoir freiner lors de tricks comme le DSLS (« debout sur la selle »), les fenwicks, Spécial K et autres. Il sert à éviter de se retourner.
- Crash cage : des protections métalliques sous la forme de barres viennent prendre place sur les parties les plus exposées du moteur sur les deux flancs de la moto, mais aussi parfois autour du guidon (à l'image des protections utilisées pour les moto-écoles).
- Réservoir : le plus souvent aplati et muni de divers matériaux adhérents (grip de surf, de skate, chambre à air), afin de pouvoir s'asseoir dessus lors de tricks tels le fenwick (les deux jambes par-dessus le guidon).
- Pegs : repose-pieds sous forme de petits tubes métalliques fixés sur les axes de roues et qui permettent aux « stunteurs » d'exécuter des figures.
- Pneu : le pneu arrière est souvent légèrement dégonflé afin d'obtenir une meilleure adhérence en effectuant des tricks plus complexes que d'autres.

## Les figures principales

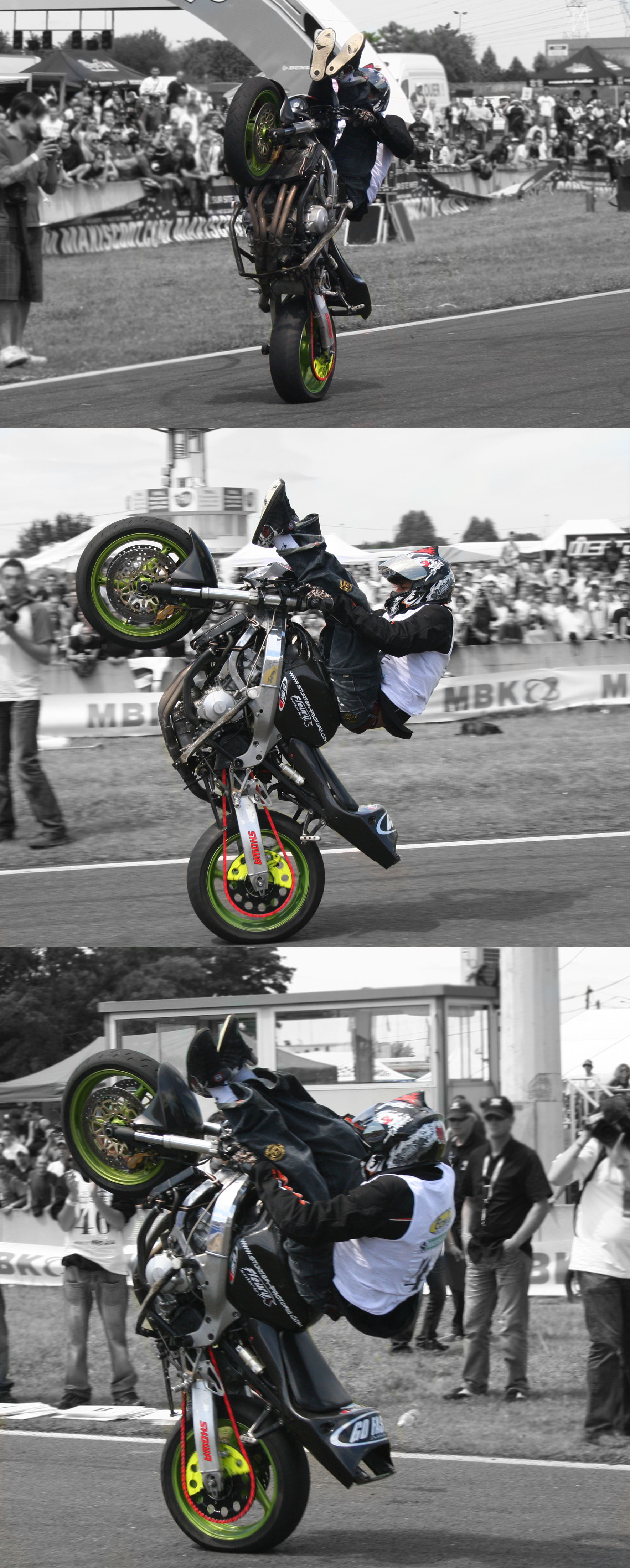
Wheeling « fenwick », lors du Stung Bike Show, en juin 2007, au circuit Carole (moto : Honda CBR 600FS)

Les « tricks » (ou « figures ») de base sont les wheelings, les stoppies et les burns :
- le wheeling consiste à rouler sur la roue arrière en exécutant ou non des figures
- le stoppie consiste à rouler sur la roue avant (en prenant de l'élan puis en freinant fort du frein avant pour redresser la moto) en exécutant ou non des figures
- le burn consiste à faire tourner le pneu arrière assez vite afin de « drifter » , réaliser du drift sur place ou en se déplaçant, le burn sert aussi à éclater son pneu lorsqu'il est usé.

Il existe beaucoup de variantes à ces figures, de niveaux plus ou moins élevés :
- Spreader: en wheeling assis sur le réservoir les deux jambes écartées sur les côtés du réservoir.
- Albatros : consiste à faire un stoppie avec les jambes écartées de part et d'autre du réservoir. Il se pratique généralement avec une moto puissante.
- Coaster : consiste à évoluer en wheeling en débrayant (roue arrière désolidarisée du moteur), la notion d'équilibre est beaucoup plus importante que lors d'un wheeling « simple »
- Coaster watata : consiste à évoluer en wheeling en débrayant et en mettant la moto en rupture durant le wheeling
- serpillière : consiste à effectuer un wheeling en ne tenant la moto que par le guidon et en se laissant traîner par terre derrière
- christ air : consiste à évoluer debout sur la selle sans tenir le guidon (les deux roues au sol)
- one hand : consiste à effectuer un wheeling ou un stoppie avec une main sur le guidon
- no hand : consiste à évoluer en wheeling sans tenir le guidon
- no foot : consiste à évoluer en wheeling ou en stoppie en ayant les pieds dans le vide
- circle : consiste à effectuer un wheeling en tournant en rond, on peut appliquer beaucoup de ces figures en cercle
- candy bar : consiste à effectuer un wheeling avec un pied sur le réservoir et l'autre sur le guidon
- spécial K : consiste à effectuer un wheeling avec une jambe par-dessus le guidon et l'autre a 90° dans le vide
- fenwick : consiste à effectuer un wheeling ou un stoppie avec les deux jambes par-dessus le guidon (par comparaison avec un chariot élévateur Fenwick)
- twelve o'clock : consiste à effectuer un wheeling à 90° (roues alignées), la plupart du temps le garde-boue arrière frotte contre le sol
- seat ou DSLS (debout sur la selle) : consiste à évoluer en wheeling debout avec les deux pieds sur la selle
- run ou runing burnout : consiste à effectuer un burn tout en roulant
- curling : consiste à faire frotter sa barre sur le bitume a la plus longue distance possible.
- Stoppie 180° : consiste à faire un stoppie et, tout en ayant la roue arrière en l'air, faire un demi-tour gauche ou droite.
- Wheeling 180° : consiste à faire un wheeling et, tout en ayant la roue avant en l'air, faire un demi-tour gauche ou droite.
- Bavette : consiste à faire frotter le carénage arrière sur le sol en wheeling, ce qui entraîne un bruit de frottement et un style assuré.

## Stunters renommés
- France : Sarah Lezito[4], Jorian Ponomareff[5],  Florian "Bugs" Caraminot, Benjamin Baldini, Julien Welsch, Guillaume Gleyo, Freddy Prietto, Romain Jeandrot, Mickael Stunt Rider[6] , Wilfried Marty, Rolf Circus, Olivier Bizot, Spark It, Cokille Stunt Rider, Guillaume Bluntzer, Julien Caldironi, Thibaut Nogues.
- États-Unis : Guru Khalsa, Steve Jones, Nick Apex, Kyle Rapport, Bill Dixon, Jason Britton[7], Ernie Vigil, Aaron Colton, Jesse Toler, Kyle Sliger, David Boyd, Gary Stoddart.
- Brésil : AC Farias[1].
- Allemagne : Chris Pfeiffer (quadruple champion du monde[8] et pilote officiel BMW))[9] .
- Pologne : Rafal Pasierbek (Stunter13), Marcin Glowacki, Bart Pielucha.
- Slovénie : Rok Bagoros[10].
- République Tchèque : Martin Krátký[11].

## Galerie

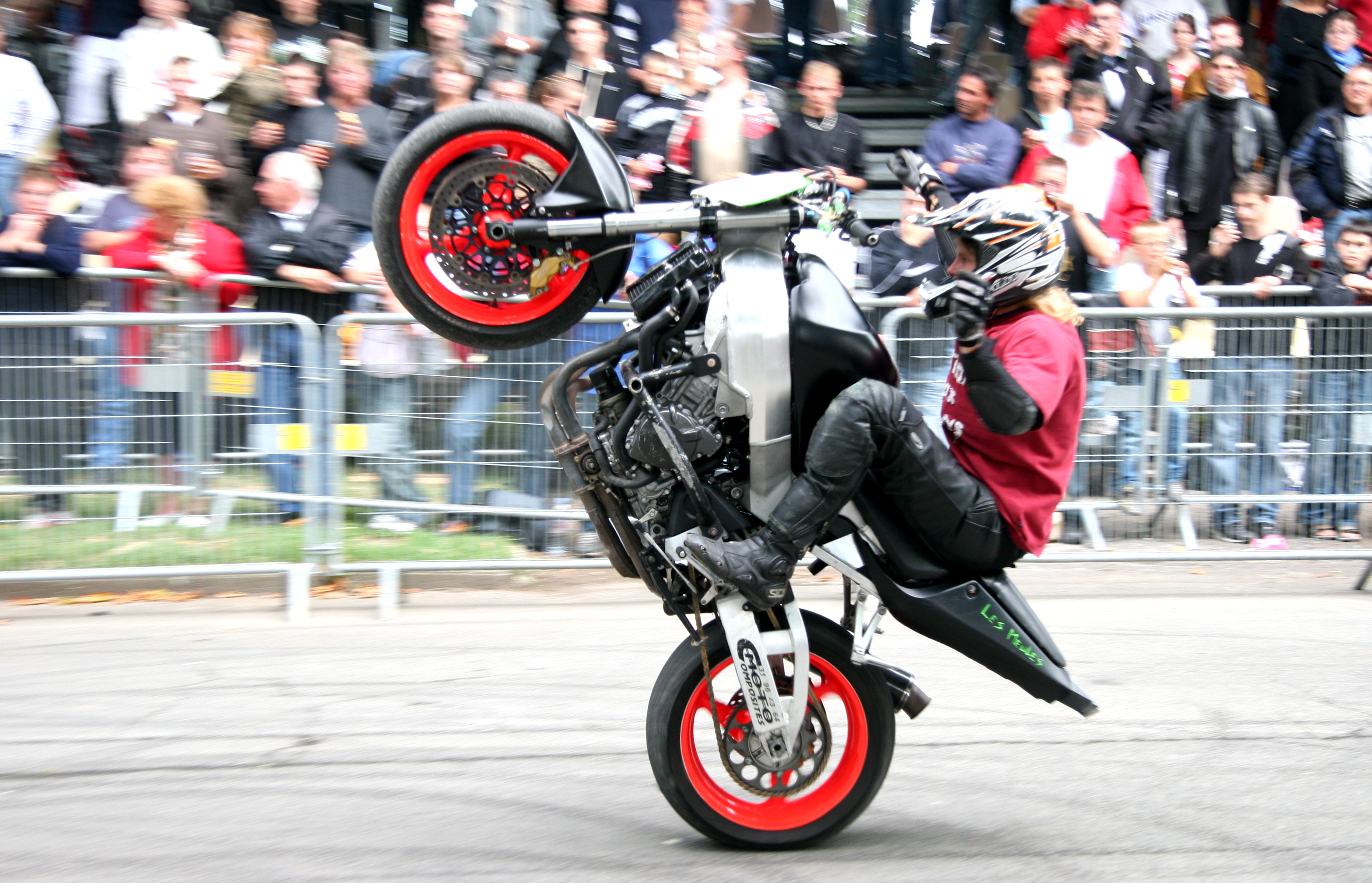
Wheeling « no hand » (sans les mains) (Honda CBR 929RR)
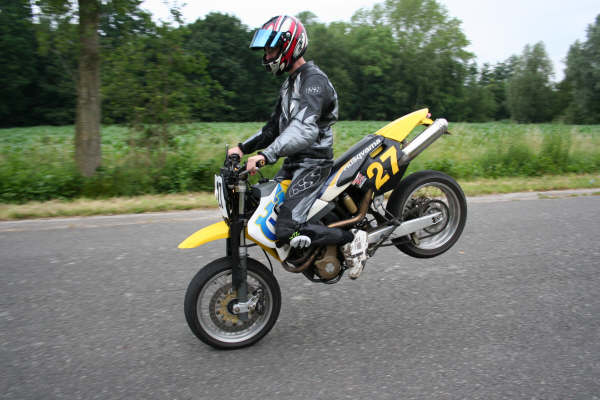
Stoppie
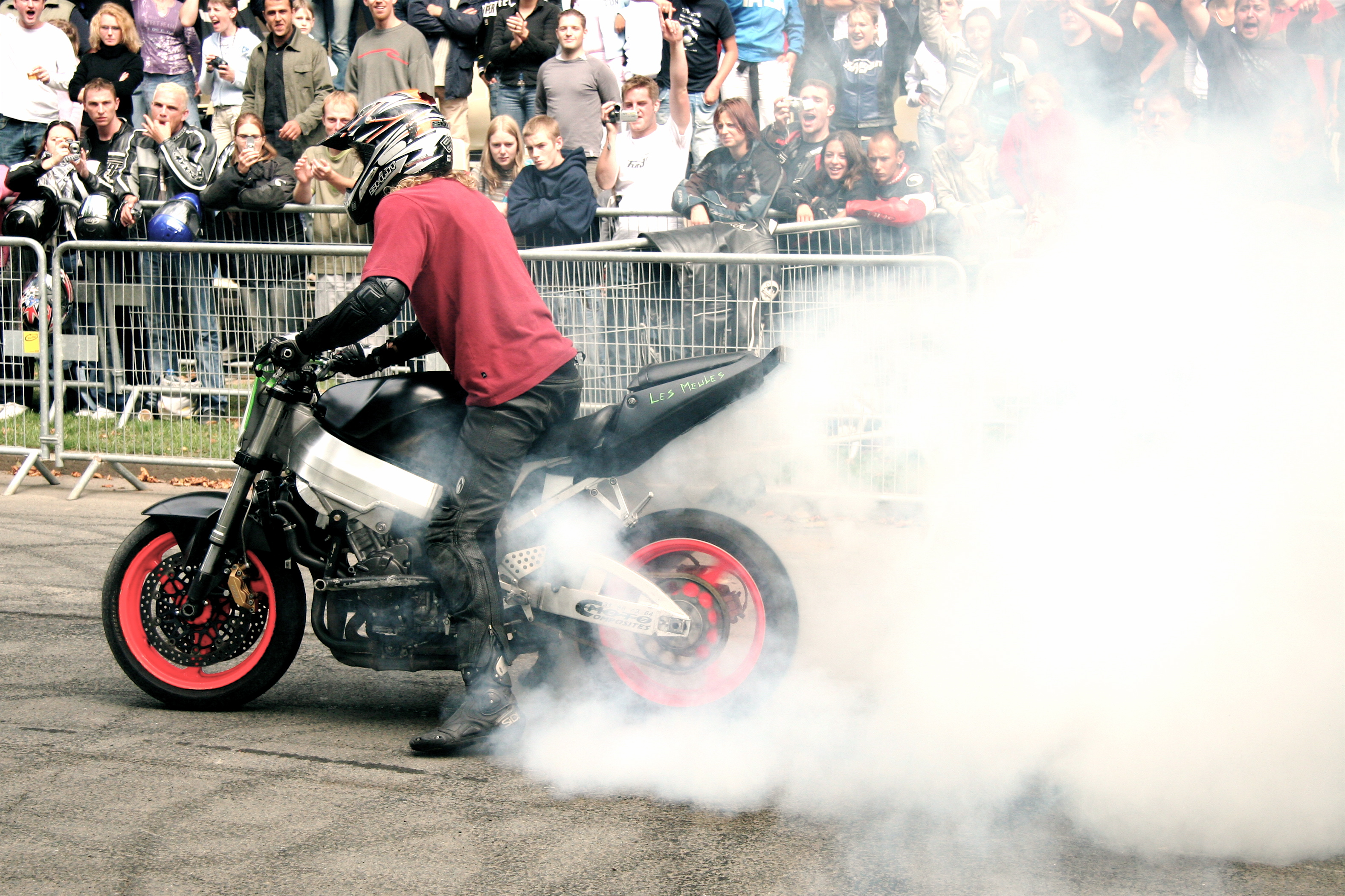
Burn (Honda CBR 929RR)
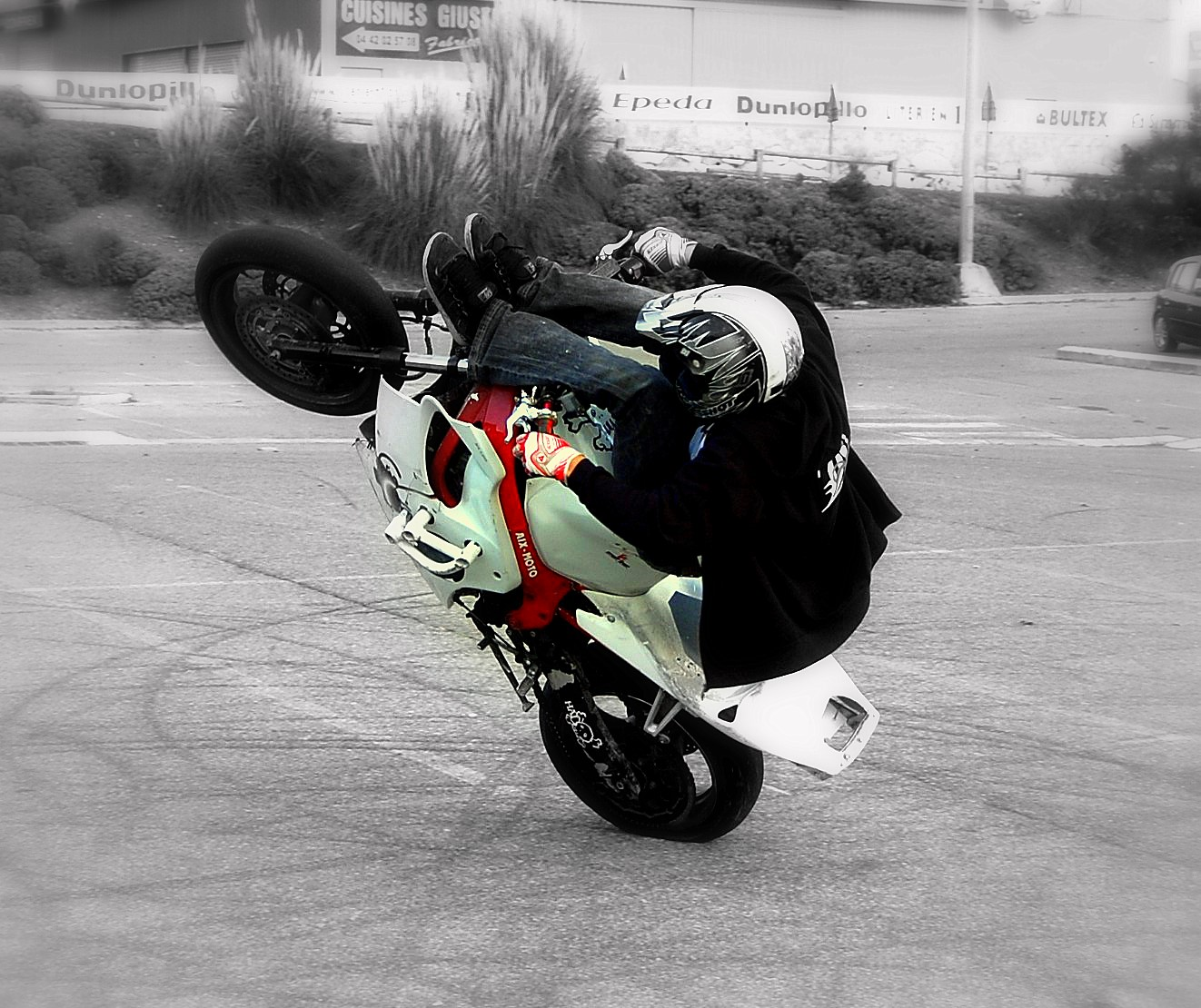
Circle « fenwick » (les deux jambes par-dessus le guidon)